# McLaren MP4-12C
De McLaren MP4-12C is een auto ontworpen en geproduceerd door McLaren Automotive. Het is de eerste wagen volledig ontworpen en gebouwd door McLaren sinds de McLaren F1 die in 1992 op de markt kwam. Het uiteindelijke design van de MP4-12C werd voor het eerst voorgesteld op 8 september 2009, waarna de wagen in 2011 in productie ging. 
De motor in deze auto is de 3.8 liter V8 twin-turbo M838T motor die 592 pk levert en 600 newtonmeter koppel. De wagen zit vol met technologie die ook in de Formule-1 gebruikt wordt. Het chassis wordt volledig uit koolstof gemaakt waardoor het totale gewicht slechts op 1.399 kilogram komt.
De naam van de wagen, MP4-12C, valt op te delen in drie delen: "MP4" wordt sinds 1981 gebruikt voor elke Formule-1 wagen van McLaren en staat voor "McLaren Project 4". De "12" is afkomstig van de interne voertuigenprestatie-index, en de "C" verwijst naar carbon (koolstof).

## Spider
In 2012 onthulde McLaren de MP4-12C Spider. Dit was een cabriolet-versie van de normale. Hij heeft een 3,8 Liter V8, die 625 pk en 600 Nm levert. De Spider gaat van stilstand tot honderd in 3,1 seconden en heeft een topsnelheid van 329 km/h.

## Galerij

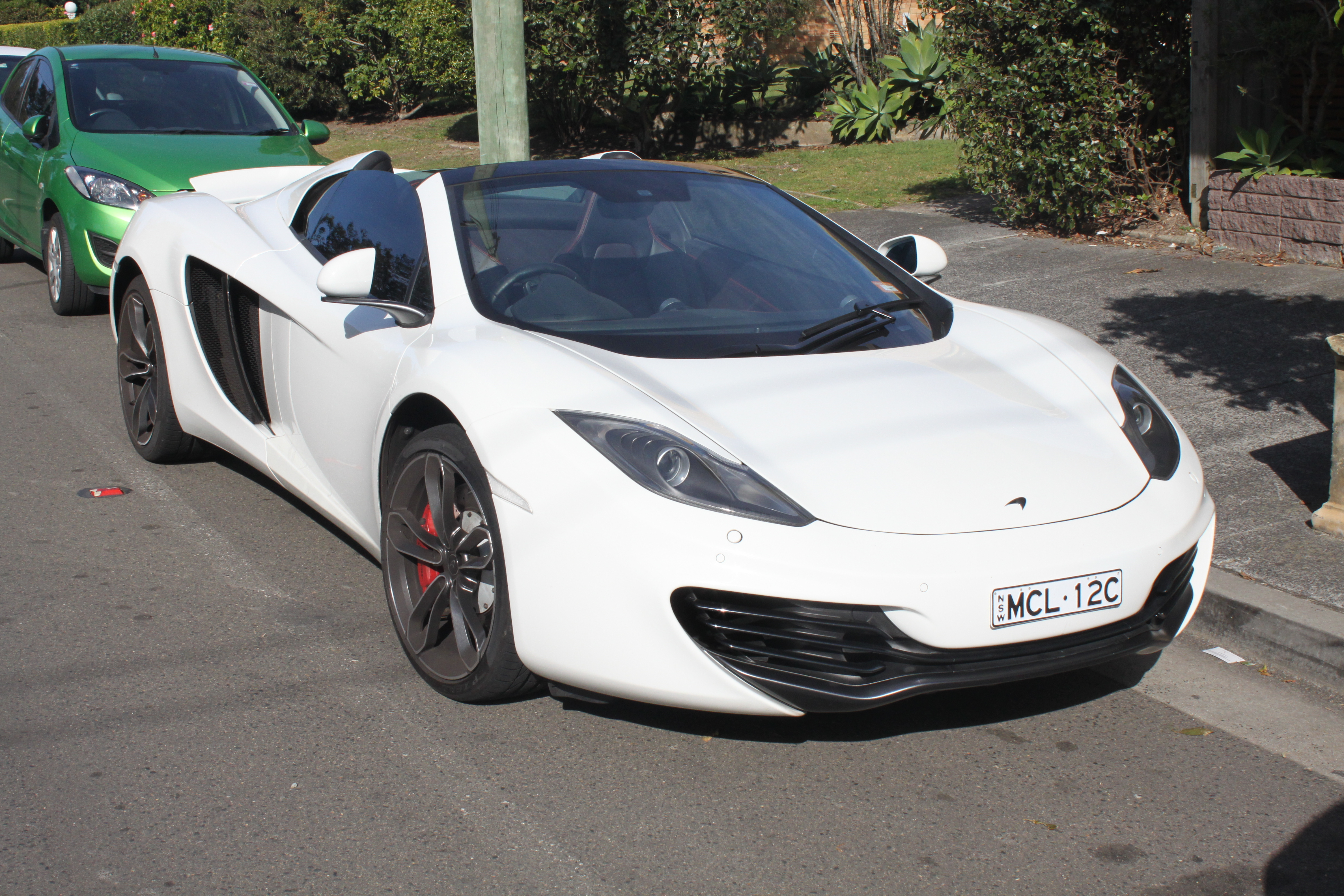
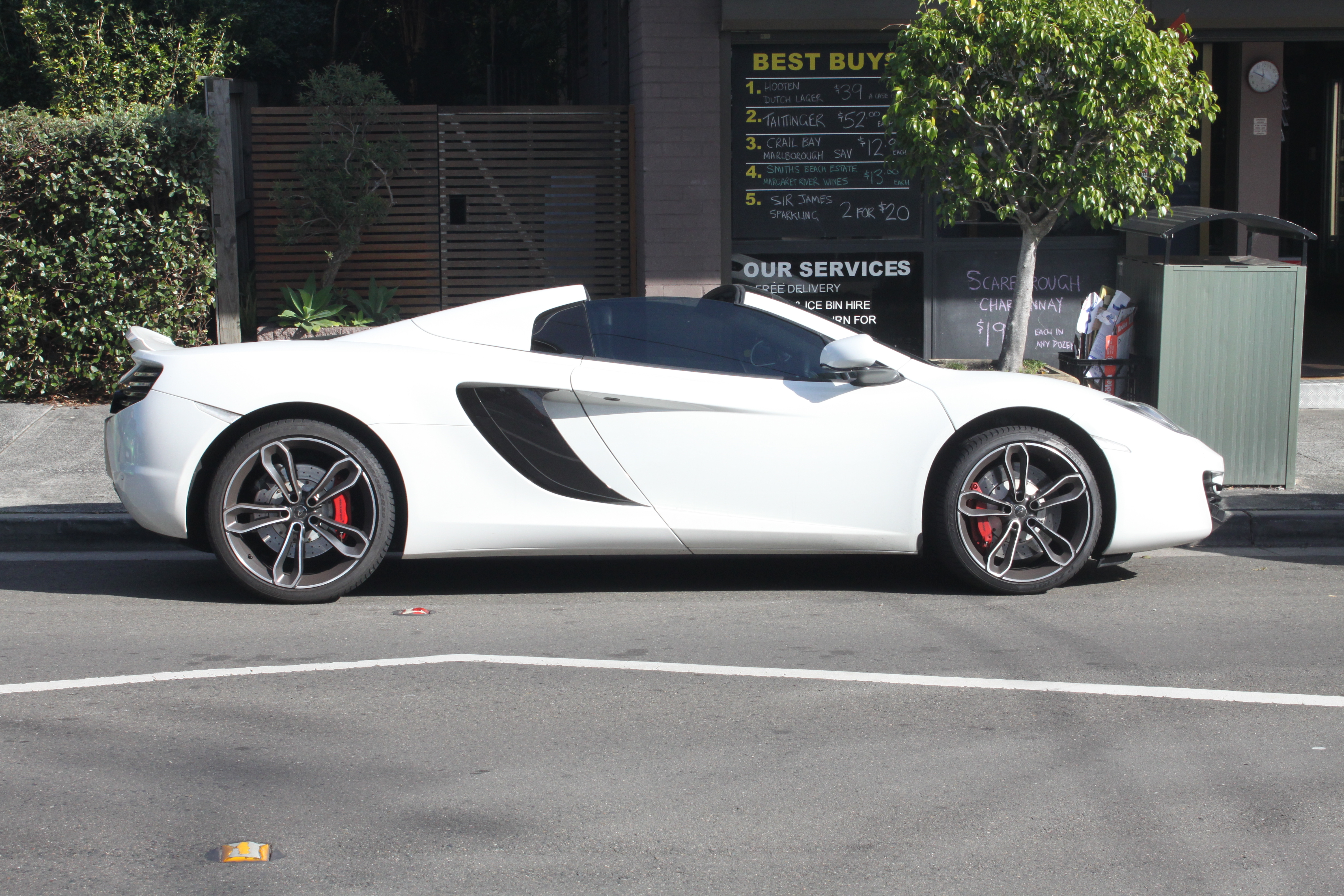
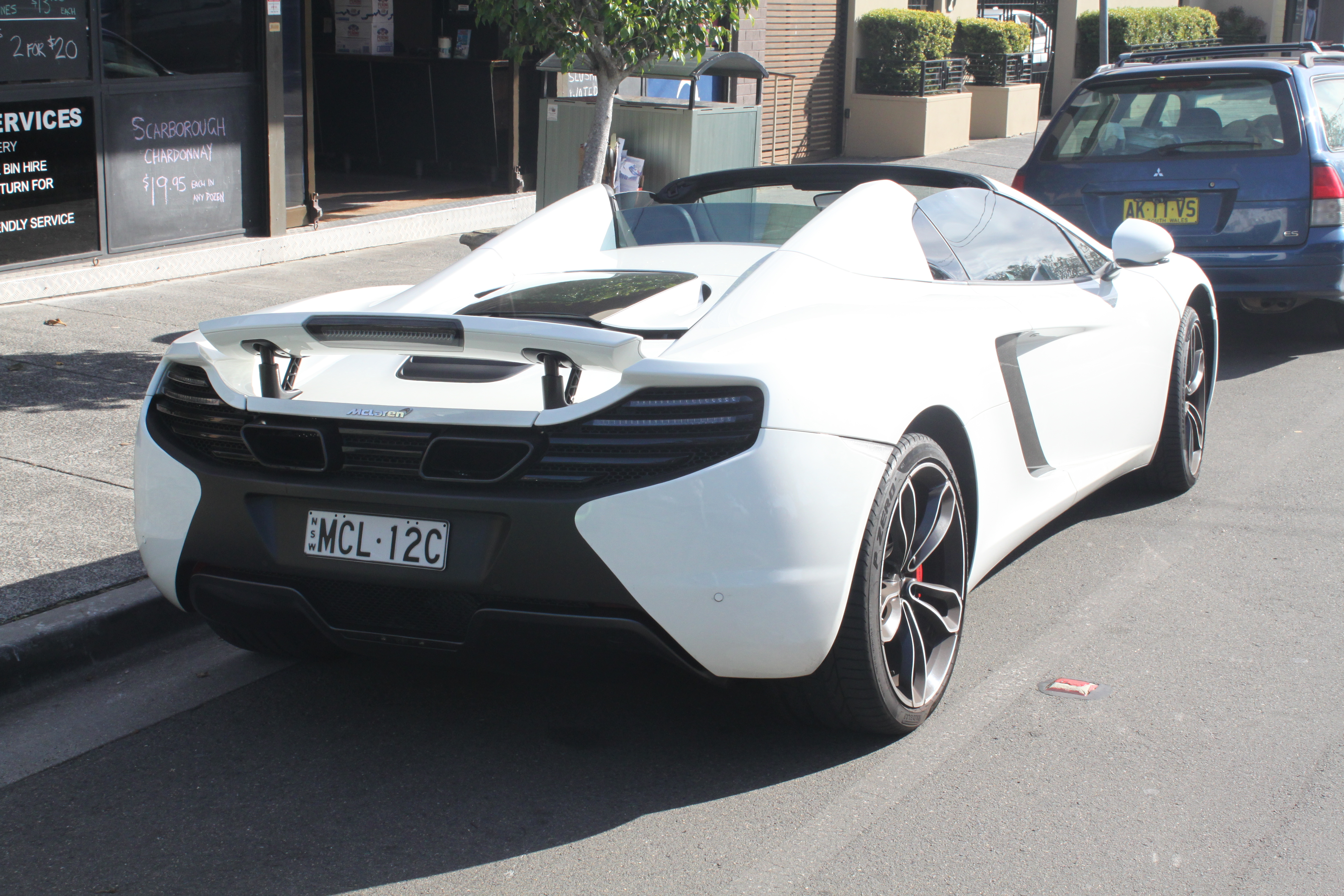